# 谷口智
谷口 智（たにぐち とも、 1976年2月19日 - ）は、日本のタレントである。

## 人物
1976年（昭和51年）、現在の埼玉県さいたま市に生まれる。
石井克人の初監督映画 『8月の約束』（1995年公開）への出演で芸能界デビューした。1998年（平成10年）、テレビのバラエティー番組 『ワンダフル』の「ワンギャル」（2期生）となり、同番組にレギュラー出演した。DDTプロレスリングの初代イメージガールも務めた。

## レギュラー出演
- アナザヘヴン〜eclipse〜（2000年、テレビ朝日）- 吉村香織 役
- 怪傑!お料理ヘルパー（2001年、テレビ東京）
- 目黒情報局 （2002年、テレビ東京）
- 目黒祐樹のぐっども～にんぐ!（2002年、テレビ東京）
- 目黒祐樹のぐっども～にんぐ!2（2003年、テレビ東京）
- ぐっども～にんぐ!ゲッツ!（2003年、テレビ東京）
- 朝は楽しく!スマイルサプリメント～第1部～（2004年9月まで毎週木曜日、テレビ東京）